# 大卫·理查森
大卫·理查森（David M. Richardson），香港电影剪接师，香港電影剪輯協會成員，以2004年的《大事件》和2016年的《树大招风》两次获得金马奖最佳剪辑，以2007年的《跟蹤》获得亚洲电影大奖最佳剪辑，以《树大招风》获得香港电影金像奖最佳剪接。

## 生平
1998年，他剪輯了林嶺東導演的荷里活電影《複製人》，隨後在介紹下剪輯了香港導演杜琪峰的 《全職殺手》（2001）。此後，他成為了銀河映像的固定創作班底，属于银河映像团队的一员，经常合作的导演是杜琪峰和韦家辉。

## 作品

### 1990年代
- 无影终结者 (1993)
- 破局 (1993)
- Suspicious Agenda (1994)
- 震栗危情 (1994)

### 2000年代
- 假装神圣 (2000)
- 全职杀手 (2001)
- 黑森林 (2002)
- 龙轰天3野兽之腹 (2003)
- 柔道龙虎榜 (2004)
- 龙凤斗 (2004)
- 大事件 (2004)
- 吸血萊恩 (2005)
- 放·逐 (2006)
- 铁三角 (2007)
- 地牢围攻 (2007)
- 跟踪 (2007)
- 文雀 (2008)
- 蝴蝶飞 (2008)
- 意外 (2009)
- 复仇 (2009)

### 2010年代
- 弗兰基与爱丽丝 (2010)
- 报应 (2011)
- 单身男女 (2011)
- 夺命金 (2011)
- 白象 (2011)
- 高海拔之恋Ⅱ (2012)
- 车手 (2012)
- 僵尸 (2013)
- 毒战 (2013)
- 盲探 (2013)
- 謎城 (2015)
- 樹大招風 (2016)
- 湄公河行動 (2016)
- 沖天火 (2016)
- 捉妖記2 (2018)
- 小Q (2019)

### 2020年代
- 七人樂隊 (2020)
- 梅艷芳 (2021)
- 智齒 (2021)

## 獎項及提名
| 年份 | 劇名       | 頒獎典禮       | 獎項         | 結果                      |
| ---- | ---------- | -------------- | ------------ | ------------------------- |
| 2002 | 全職殺手   | 香港電影金像獎 | 最佳剪接     | 提名                      |
| 2004 | 大事件     | 金馬獎         | 最佳剪輯     | 獲獎                      |
| 2005 | 大事件     | 香港電影金像獎 | 最佳剪接     | 提名                      |
| 2006 | 放·逐      | 金馬獎         | 最佳剪輯     | 提名                      |
| 2007 | 放·逐      | 香港電影金像獎 | 最佳剪接     | 提名                      |
| 2007 | 跟蹤       | 金馬獎         | 最佳剪輯     | 提名                      |
| 2008 | 跟蹤       | 亞洲電影大獎   | 最佳剪辑     | 獲獎                      |
| 2008 | 跟蹤       | 香港電影金像獎 | 最佳剪接     | 提名                      |
| 2009 | 文雀       | 香港電影金像獎 | 最佳剪接     | 提名                      |
| 2010 | 意外       | 香港電影金像獎 | 最佳剪接     | 提名                      |
| 2012 | 奪命金     | 香港電影金像獎 | 最佳剪接     | 提名                      |
| 2012 | 奪命金     | 金馬獎         | 最佳剪輯     | 提名                      |
| 2013 | 車手       | 香港電影金像獎 | 最佳剪接     | 提名 與梁展綸分享         |
| 2013 | 毒戰       | 金馬獎         | 最佳剪輯     | 提名 與梁展綸分享         |
| 2013 | 毒戰       | 亞洲電影大獎   | 最佳剪辑     | 提名 與梁展綸分享         |
| 2014 | 殭屍       | 亞洲電影大獎   | 最佳剪接     | 提名                      |
| 2015 | 華麗上班族 | 金馬獎         | 最佳音效     | 提名 與杜篤之、吳書瑤分享 |
| 2016 | 華麗上班族 | 香港電影金像獎 | 最佳音響效果 | 提名 與杜篤之、吳書瑤分享 |
| 2016 | 殺破狼2    | 香港電影金像獎 | 最佳剪接     | 提名                      |
| 2016 | 樹大招風   | 金馬獎         | 最佳剪輯     | 獲獎 與梁展綸分享         |
| 2017 | 樹大招風   | 香港電影金像獎 | 最佳剪接     | 獲獎 與梁展綸分享         |
| 2017 | 湄公河行動 | 香港電影金像獎 | 最佳剪接     | 提名                      |
| 2017 | 湄公河行動 | 亞洲電影大獎   | 最佳剪接     | 提名                      |
| 2022 | 智齒       | 香港電影金像獎 | 最佳剪接     | 提名                      |
| 2022 | 智齒       | 金馬獎         | 最佳剪輯     | 提名                      |
| 2023 | 神探大戰   | 金像獎         | 最佳剪接     | 提名 與梁展綸分享         |
| 2024 | 命案       | 金像獎         | 最佳剪接     | 待定 與梁展綸分享         |